# 干甲板掩蔽舱

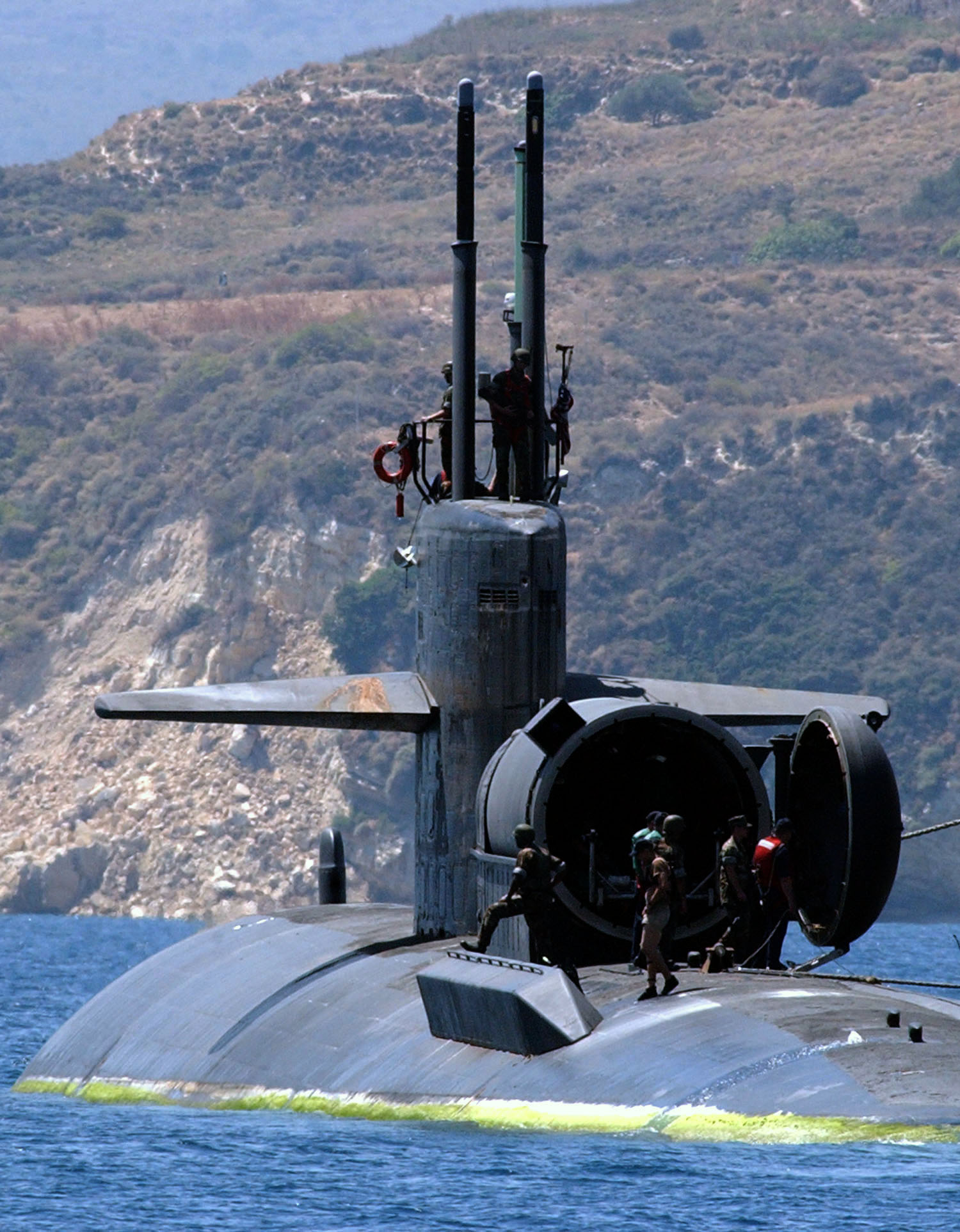
2004年，加装了干甲板掩蔽舱的达拉斯号核潜艇离开苏达湾港口。

干甲板掩蔽舱（Dry Deck Shelter，DDS）是一种加装在潜艇上的可拆卸模块，方便潜水员在潜艇潜航时出入。潜艇必须经过特殊改装以适应干甲板掩蔽舱，包括合适的对接舱口配置、电气连接和通风、潜水员用气和排水管道。干甲板掩蔽舱可用于部署海豹突击队运输器潛水器、海军潜水员或战斗橡皮漂流艇（CRRC）。

## 现役和未来加装干甲板掩蔽舱的潜艇

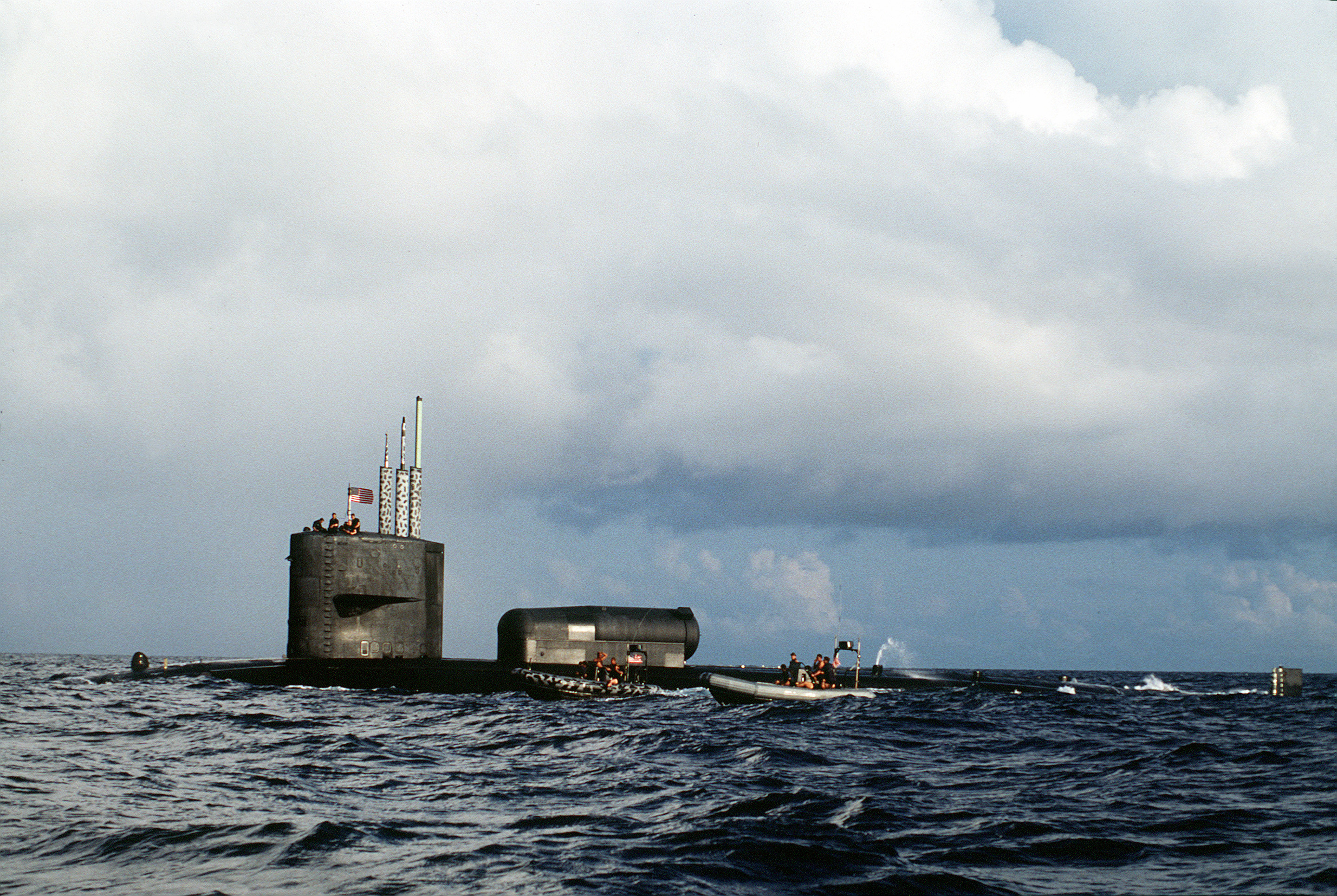
1993年的一次演习中，一对刚性充气艇在射水鱼号核潜艇的旁边作业。射水鱼号的甲板上加装了一个干甲板掩蔽舱。

### 英国皇家海军
在英国，干甲板掩蔽舱在“查尔方特项目”（Project Chalfont）下采购获得，服役时被正式命名为特种部队载荷舱（Special Forces Payload Bay，SFPB）。
 培训是在由贝宜系统（BAE Systems）在克莱德海军基地建造的专用查尔方特岸边设施（Chalfont Shore Facility，CSF）进行的。它被机敏级核潜艇使用。

### 美国海军
美国海军的干甲板掩蔽舱长38英尺（12），高度和宽度为9英尺（2.7），增加了约30吨的潜艇潜航排水量，可由卡车或C-5運輸機运输，并需要一到三天的时间进行安装和测试。

### 法国国家海军
蘇弗朗級潛艦。